# Кипчак (станция метро)
«Кипчак» (узб. Qipchok) — станция Ташкентского метрополитена.
Открыта для пассажиров 11 марта 2024 года в составе третьего участка Линии Тридцатилетия независимости Узбекистана: «Курувчилар» — «Кипчак».
Конечная, расположена за станцией «Турон».

## История
Некоторое время после открытия станция носила временное название «14-бекат» (узб. 14-bekat). 9 августа 2023 года, после опросов жителей города, станция официально получило название «Кипчак».

## Характеристика
Станция: наземного типа с островной платформой. С восточной стороны оборудована лифтом для маломобильных пассажиров. С западной стороны в основном вестибюле установлен 3-ленточный эскалатор. 
Платная пересадка на станцию Чинор Чиланзарской линии осуществляется через надземный переход над улицей Кипчак.